# Línea Pittsburg/Bay Point–SFO/Millbrae
La línea Pittsburg/Bay Point–SFO/Millbrae (en inglés: Pittsburg/Bay Point–SFO/Millbrae line) es una línea del BART que abastece al Área de la Bahía de San Francisco y consiste de 26 estaciones.  La línea inicia en Pittsburg/Bay Point en la estación Pittsburg/Bay Point a Millbrae en la estación Aeropuerto Internacional de San Francisco. La línea pasa por Concord, Pleasant Hill, Walnut Creek, Lafayette, Orinda, Oakland, San Francisco, Daly City, Colma, South San Francisco, and San Bruno. La línea fue inaugurada el  21 de mayo de 1973.
Por lo general, las líneas del BART no son conocidas por su color que aparecen en los mapas de las estaciones, por lo que solo en pocas ocasiones, es conocida como Línea Amarilla. Sin embargo, últimamente oficiales del BART se han referido a ella como línea Amarilla, pero la línea se le conoce como Pittsburg/Bay Point-SFO/Millbrae.

## Historia
El 14 de septiembre de 2009, la línea Pittsburg/Bay Point cambió de nombre a línea Pittsburg/Bay Point – SFO/Millbrae.